# Rajnagar
Rajnagar é uma cidade e uma nagar panchayat no distrito de Chhatarpur, no estado indiano de Madhya Pradesh.

## Geografia
Rajnagar está localizada a 24° 53′ N, 79° 55′ L. Tem uma altitude média de 273 metros (895 pés).

## Demografia
Segundo o censo de 2001, Rajnagar tinha uma população de 12 442 habitantes. Os indivíduos do sexo masculino constituem 53% da população e os do sexo feminino 47%. Rajnagar tem uma taxa de literacia de 55%, inferior à média nacional de 59,5%: a literacia no sexo masculino é de 63% e no sexo feminino é de 46%. Em Rajnagar, 18% da população está abaixo dos 6 anos de idade.